# Liste der Gouverneure Kubas
Diese Liste enthält die Gouverneure, die als Kolonialverwalter die Insel Kuba regiert haben.

## Spanische Gouverneure während derConquista(1492–1530)

### Regentschaft vonFerdinand II.(1469–1516)
| Amtszeit  | Name                       |
| --------- | -------------------------- |
| 1511–1524 | Diego Velázquez de Cuéllar |

### Regentschaft vonKarl V.(1516–1556)
| Amtszeit  | Name              |
| --------- | ----------------- |
| 1524–1525 | Juan Altamirano   |
| 1525–1528 | Gonzalo de Guzmán |
| 1528–1531 | Juan de Vadillo   |

## Spanische Gouverneure der Provinz Kuba imVizekönigreich Neuspanien(1530–1821)
| Amtszeit  | Name                    |
| --------- | ----------------------- |
| 1531–1535 | Manuel de Rojas         |
| 1537–1542 | Hernando de Soto        |
| 1539–1543 | Isabel de Bobadilla     |
| 1543–1546 | Juan de Ávila           |
| 1547–1548 | Antonio de Chaves       |
| 1548–1553 | Gonzalo Pérez de Angulo |
| 1553–1555 | Diego de Carasa         |
| 1555–1564 | Diego de Mazariegos     |

### Regentschaft vonPhilipp II.(1556–1598)
| Amtszeit  | Name                     |
| --------- | ------------------------ |
| 1565      | Francisco García Osorio  |
| 1567      | Francisco de Zayas       |
| 1567–1574 | Pedro Menéndez de Avilés |
| 1572–1574 | Sancho Pardo Donlebún    |
| 1574–1577 | Gabriel de Montalvo      |
| 1577–1579 | Francisco Carreño        |
| 1579–1580 | Gaspar de Torres         |
| 1580–1588 | Gabriel de Luján         |
| 1588–1593 | Juan de Tejeda           |
| 1593–1602 | Juan Maldonado Barnuevo  |

### Regentschaft vonPhilipp III.(1598–1621)
| Amtszeit  | Name                  |
| --------- | --------------------- |
| 1602–1608 | Pedro de Valdés       |
| 1608–1616 | Gaspar Ruiz de Pereda |
| 1616–1619 | Sancho de Alquiza     |
| 1619–1620 | Jerónimo de Quero     |
| 1619–1620 | Diego de Vallejo      |
| 1620–1624 | Francisco de Venegas  |

### Regentschaft vonPhilipp IV.(1621–1665)
| Amtszeit  | Name |
| --------- | --- |
| 1624–1626 | Juan de Esquivel Saavedra                                                                               |
| 1626–1630 | Cristóbal de Aranda, Damián Velázquez de Contreras, Juan Alonso Fernández, Lorenzo de Cabrera y Corbera |
| 1630–1634 | Juan Bitrián de Viamonte                                                                                |
| 1634–1639 | Francisco de Riaño                                                                                      |
| 1639–1647 | Álvaro de Luna Sarmiento                                                                                |
| 1647–1653 | Diego de Villalba y Toledo                                                                              |
| 1654–1657 | Juan de Montaño Velázquez                                                                               |
| 1657–1662 | Juan de Salamanca                                                                                       |
| 1662–1663 | Rodrigo Flores de Aldana                                                                                |
| 1663–1670 | Francisco Dávila Orejón y Gastón                                                                        |

### Regentschaft vonKarl II.(1665–1700)
| Amtszeit  | Name                                                 |
| --------- | ---------------------------------------------------- |
| 1670–1680 | Francisco Rodríguez de Ledesma                       |
| 1680–1685 | Luis Fernández de Córdova (Gouverneur)               |
| 1685–1689 | Diego Antonio de Viana Hinojosa                      |
| 1689–1694 | Severino Manzaneda Salinas                           |
| 1694–1702 | Diego de Córdoba Lasso de la Vega, Markgraf von Vado |

### Regentschaft vonPhilipp V.(1700–1746)
| Amtszeit  | Name                                                                          |
| --------- | ----------------------------------------------------------------------------- |
| 1702–1705 | Pedro Nicolás Benítez de Lugo                                                 |
| 1705–1706 | Luís Chirino Vandevale                                                        |
| 1706–1708 | Pedro Álvarez de Villamarín                                                   |
| 1708–1711 | Laureano José de Torres Ayala y Quadros Castellanos, Markgraf von Casa Torres |
| 1711–1718 | Vicente de Raja                                                               |
| 1718      | Gómez Mazaver Ponce de León                                                   |
| 1718–1724 | Gregorio Guazo y Calderón Fernández de la Vega                                |
| 1724–1734 | Dionisio Martínez de la Vega                                                  |
| 1734–1746 | Juan Francisco de Güemes y Horcasitas                                         |

### Regentschaft vonFerdinand VI.(1746–1759)
| Amtszeit  | Name                         |
| --------- | ---------------------------- |
| 1746      | Juan Antonio Tineo y Fuertes |
| 1746–1747 | Diego Peñalosa               |
| 1747–1760 | Francisco Cajigal de la Vega |

### Regentschaft vonKarl III.(1759–1788)
| Amtszeit                   | Name                                                              |
| -------------------------- | ----------------------------------------------------------------- |
| 1760–1761                  | Pedro Alonso                                                      |
| 1761–1762                  | Juan de Prado Mayera Portocarrero y Luna                          |
| 12. Aug. 1762–1. Jan. 1763 | George Keppel, Earl of Albemarle, britischer Besatzungsgouverneur |
| 1. Jan. 1763–Juli 1763     | William Keppel, britischer Besatzungsgouverneur                   |
| 1763–1765                  | Ambrosio Funes Villalpando Abarca de Bolea, Herzog de Ricla       |
| 1765–1766                  | Diego Manrique                                                    |
| 1766–1771                  | Antonio María de Bucareli y Ursúa                                 |
| 1771–1777                  | Felipe de Fondesviela y Ondeano, Markgraf von Torre               |
| 1777–1780                  | Diego José Navarro García de Valladares                           |
| 1781–1782                  | Juan Manuel de Cagigal, 1. Regierungszeit                         |
| 1782–1785                  | Luis de Unzaga y Amezaga                                          |
| 1785                       | Bernardo Troncoso Martínez del Rincón                             |
| 1785–1789                  | José de Ezpeleta                                                  |

### Regentschaft vonKarl IV.(1788–1808)
| Amtszeit  | Name                                                    |
| --------- | ------------------------------------------------------- |
| 1789–1790 | Domingo Cabello y Robles                                |
| 1790–1796 | Luis de las Casas y Arragorri                           |
| 1796–1799 | Juan Procopio Bassecourt y Bryas, Herzog de Santa Clara |
| 1799–1812 | Salvador de Muro y Salazar, Markgraf von Someruelos     |

### Regentschaft vonFerdinand VII.(1808–1833)
| Amtszeit  | Name                                      |
| --------- | ----------------------------------------- |
| 1812–1816 | Juan Ruiz de Apodaca                      |
| 1816–1819 | José Cienfuegos                           |
| 1819      | Juan María Echeverri                      |
| 1819–1821 | Juan Manuel de Cagigal, 2. Regierungszeit |

## Spanische Gouverneure der direkt verwalteten Kolonie Kuba (1821–1899)
| Amtszeit  | Name                                                   |
| --------- | ------------------------------------------------------ |
| 1821–1822 | Nicolás de Mahy y Romo                                 |
| 1822–1823 | Sebastián Kindelán y Oregón, provisorischer Gouverneur |
| 1823–1832 | Francisco Dionisio Vives                               |
| 1832–1834 | Mariano Ricafort Palacín y Abarca                      |

### Regentschaft vonIsabella II.(1833–1868)
| Amtszeit  | Name                                                 |
| --------- | ---------------------------------------------------- |
| 1834–1838 | Miguel Tacón y Rosique                               |
| 1838–1840 | Joaquín de Ezpeleta                                  |
| 1840–1841 | Pedro Téllez Girón                                   |
| 1841–1843 | Jerónimo Valdés                                      |
| 1843      | Francisco Javier de Ulloa, provisorischer Gouverneur |
| 1843–1848 | Leopoldo O’Donnell                                   |
| 1848–1850 | Federico Roncali                                     |
| 1850–1852 | José Gutiérrez de la Concha, 1. Regierungszeit       |
| 1852–1853 | Valentín Cañedo                                      |
| 1853–1854 | Juan González de la Pezuela                          |
| 1854–1859 | José Gutiérrez de la Concha, 2. Regierungszeit       |
| 1859–1862 | Francisco Serrano Domínguez, Duque de la Torre       |
| 1862–1866 | Domingo Dulce, 1. Regierungszeit                     |
| 1866      | Francisco Lersundi Hormaechea, 1. Regierungszeit     |
| 1866–1867 | Joaquín del Manzano                                  |
| 1867      | Blas Villate, 1. Regierungszeit                      |
| 1867–1869 | Francisco Lersundi Hormaechea, 2. Regierungszeit     |
| 1869      | Domingo Dulce, 2. Regierungszeit                     |

### Regentschaft vonFrancisco Serrano DomínguezundAmadeus von Savoyen(1868–1873)
Am 10. Oktober 1868 ruft Carlos Manuel de Céspedes die Republik Kuba aus (siehe „Republik in Waffen“).
| Amtszeit  | Name                                                  |
| --------- | ----------------------------------------------------- |
| 1868–1869 | Felipe Ginovés del Espinar, provisorischer Gouverneur |
| 1869–1870 | Antonio Caballero y Fernández de Rodas                |
| 1870–1872 | Blas Villate, 2. Regierungszeit                       |
| 1872–1873 | Francisco Ceballos y Vargas                           |

### Erste Spanische Republik (1873–1874)
| Amtszeit  | Name                                           |
| --------- | ---------------------------------------------- |
| 1873      | Cándido Pieltaín                               |
| 1873–1874 | Joaquín Jovellar y Soler, 1. Regierungszeit    |
| 1874–1875 | José Gutiérrez de la Concha, 3. Regierungszeit |

### Regentschaft vonAlfons XII.(1874–1886)
| Amtszeit  | Name                                                              |
| --------- | ----------------------------------------------------------------- |
| 1875      | Buenaventura Carbó, provisorischer Gouverneur                     |
| 1875–1876 | Blas Villate, 3. Regierungszeit                                   |
| 1876      | Joaquín Jovellar y Soler, 2. Regierungszeit                       |
| 1876–1879 | Arsenio Martínez-Campos, 1. Regierungszeit                        |
| 1879      | Caetano Figueroa, provisorischer Gouverneur                       |
| 1879–1881 | Ramón Blanco y Erenas, Markgraf von Peña Plata, 1. Regierungszeit |
| 1881–1883 | Luis Prendergast y Gordon, Markgraf von Victoria de las Tunas     |
| 1883      | Tomás y Regna, provisorischer Gouverneur                          |
| 1883–1884 | Ignacio María del Castillo                                        |
| 1884–1886 | Ramón Fajardo                                                     |

### Regentschaft vonAlfons XIII.(1886–1941)
| Amtszeit  | Name                                                              |
| --------- | ----------------------------------------------------------------- |
| 1886–1887 | Emilio Calleja, 1. Regierungszeit                                 |
| 1887–1889 | Sabas Marín, 1. Regierungszeit                                    |
| 1889–1890 | Manuel Salamanca y Negrete                                        |
| 1890      | José Sánchez Gómez (Gouverneur), provisorischer Gouverneur        |
| 1890      | José Chinchilla                                                   |
| 1890–1892 | Camilo García de Polavieja y del Castillo                         |
| 1892–1893 | Alejandro Rodríguez Arias                                         |
| 1893      | José Arderius, provisorischer Gouverneur                          |
| 1893–1895 | Emilio Calleja, 2. Regierungszeit                                 |
| 1895–1896 | Arsenio Martínez-Campos, 2. Regierungszeit                        |
| 1896      | Sabas Marín, provisorischer Gouverneur, 2. Regierungszeit         |
| 1896–1897 | Valeriano Weyler y Nicolau                                        |
| 1897–1898 | Ramón Blanco y Erenas, Markgraf von Peña Plata, 2. Regierungszeit |
| 1898–1899 | Adolfo Jiménez Castellanos                                        |

## US-amerikanische Gouverneure (1899–1909)
| Amtszeit  | Name                                             |
| --------- | ------------------------------------------------ |
| 1899      | John Ruller Brooke                               |
| 1899–1902 | Leonard Wood                                     |
| 1906      | William Howard Taft, provisorischer Gouverneur   |
| 1906–1909 | Charles Edward Magoon, provisorischer Gouverneur |